# Erika Himmel
Erika Gertrud Himmel König (27 de agosto de 1930-28 de agosto de 2020) fue una educadora y académica chilena, galardonada con el Premio Nacional de Ciencias de la Educación en 2011.
Himmel fue una de las principales impulsoras de la creación de diversas pruebas de evaluación académica, como la Prueba de Aptitud Académica (PAA), su sucesora la Prueba de Selección Universitaria (PSU) y el Sistema de Medición de la Calidad de la Educación (Simce). Ejerció como decana de la Facultad de Ciencias de la Educación de la Pontificia Universidad Católica de Chile entre 2007 y 2008.

## Biografía

### Estudios y carrera en la Universidad de Chile
Himmel König se tituló en 1953 de profesora de Estado en Matemáticas en el Instituto Pedagógico de la Universidad de Chile. Tras su egreso, ejerció como profesora de los colegios Santo Tomás Moro y Dunalastair entre 1953 y 1956. En 1957 se integró como investigadora al Instituto de Investigaciones Estadísticas (IIE) de la Universidad de Chile y en 1959 obtuvo un magíster en Medición y Evaluación en Psicología y Educación en la Universidad de Columbia, en los Estados Unidos, con el apoyo de una beca Fulbright.
Al regresar a Chile, se desempeñó en diversos cargos en su alma mater. Junto con su cargo de investigadora del IIE (uno de los organismos que daría origen al DEMRE), estuvo como coordinadora de Matemática en el proceso de creación entre 1960 y 1967 de la Prueba de Aptitud Académica, permitiendo una admisión unificada y universal a la educación superior chilena. Además, fue profesora axuliar de Estadística Educacional en el Instituto Pedagógico (1960-1961, 1969-1970).
En 1970 asumió como directora del IIE, cargo en el que se mantuvo hasta 1975, cuando dicho organismo universitario fue fusionado con la Oficina de Selección y Admisión de Alumnos (OSAA) para dar origen al Servicio de Selección y Registro de Estudiantes, actual DEMRE. Fue también profesora de la Facultad Latinoamericana de Ciencias Sociales (FLACSO) y coordinadora del Servicio de Desarrollo Docente de la Universidad de Chile entre 1976 y 1977.

### Carrera en la Universidad Católica
En 1976 se integró a la Pontificia Universidad Católica de Chile como profesora titular de Metodología de la Investigación Científica y como miembro de la Comisión Técnica de Admisión de dicha casa de estudios. En 1979 inició su cátedra de Metodología de la Investigación, Evaluación y Estadística Educacional en la Facultad de Educación, la cual mantendría hasta 2012. Además, fue jefa del magíster en Ciencias de la Educación entre 1979 y 1986 y vicerrectora académica entre 1986 y 1989.

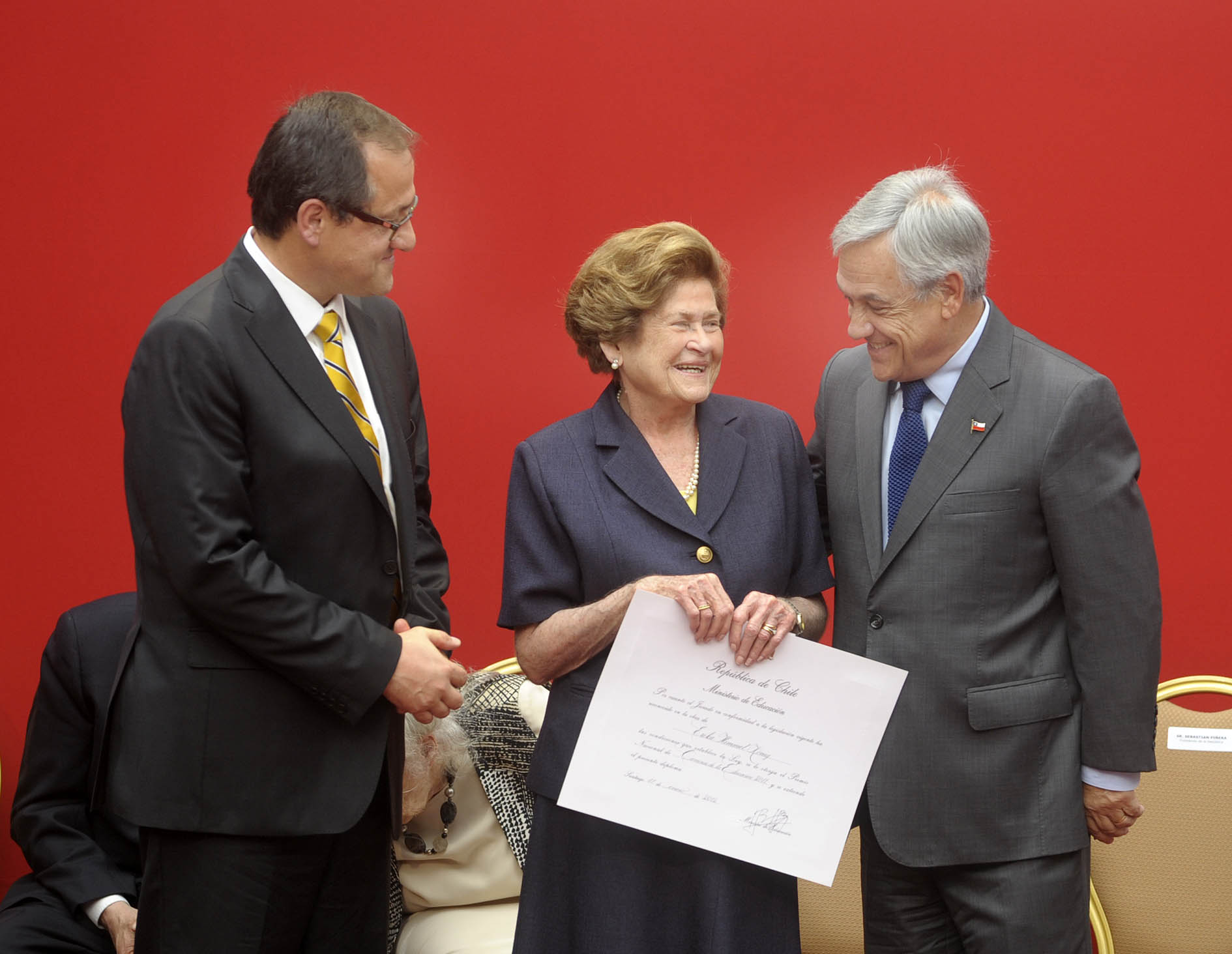
Himmel recibiendo el Premio Nacional de Ciencias de la Educación de Chile de manos del presidente Sebastián Piñera, en enero de 2012.

Entre 1981 y 1983 fue coordinadora técnica del Programa de Evaluación del Rendimiento Escolar y entre 1989 y 1990 fue coordinadora técnica de la primera aplicación del Sistema de Medición de la Calidad de la Educación (SIMCE), conjunto de evaluaciones realizadas a estudiantes de educación básica y media de todo el país.
Desempeñó varios cargos representando a la Pontificia Universidad Católica frente a otras instituciones de educación superior. Fue vicepresidenta de la Comisión de Autorregulación Concordada del Consejo de Rectores (1995-2000), consejera representante de las universidades autónomas privadas en el Consejo Nacional de Educación (1998-2006) y vicepresidenta de dicho consejo en dos oportunidades (2000-2002 y 2005-2006). Tras la llamada «Revolución pingüina», fue convocada por la presidenta Michelle Bachelet al Consejo Asesor Presidencial de la Educación. En 2015 recibió el grado de doctor honoris causa por la Pontificia Universidad Católica de Chile.
En 2007 asumió como decana de la Facultad de Educación de dicha universidad por un año, asumiendo posteriormente como vicedecana de la misma facultad hasta 2010. Fue condecorada en 2007 con la Orden al Mérito Gabriela Mistral y, en 2011, recibió el Premio Nacional de Ciencias de la Educación de Chile tras una decisión unánime del jurado.